# مرجان عيد
مرجان عيد (مواليد 12 مايو 1979) لاعب كرة قدم بحريني سابق، ومدرب كرة قدم حالي. لعب مع منتخب البحرين لكرة القدم.
درب منتخب البحرين لكرة القدم في كأس الخليج 2007.

## روابط خارجية
- مرجان عيد على موقع قاعدة بيانات كرة القدم.إي يو (الإنجليزية)
- مرجان عيد على موقع Soccerway.com (الإنجليزية)
- مرجان عيد على موقع كووورة